# 赵梅
赵梅（1962年10月—），女，汉族，四川南充人，中华人民共和国政治人物。现任中国社会科学院美国研究所研究员，全国政协外事委员会委员。第十二、十三、十四届全国政协委员。